# Undertow
Undertow – tytuł wydanego w 1993 debiutanckiego albumu zespołu rockowego Tool. W 2001 roku album uzyskał status dwukrotnie platynowej.

## Lista utworów
W zależności od wydania, ostatni utwór występuje jako ścieżka 10 lub 69 bądź 30 (ścieżki od 10 zawierają wówczas 3 sekundy ciszy), występuje też wersja, w której utwory „Flood” i „Disgustipated” znajdują się na jednej ścieżce, rozdzielone są jedynie chwilą ciszy.
1. „Intolerance” – 4:53
2. „Prison Sex” – 4:56
3. „Sober” – 5:05
4. „Bottom” – 7:13
5. „Crawl Away” – 5:29
6. „Swamp Song” – 5:31
7. „Undertow” – 5:21
8. „4°” – 6:02
9. „Flood” – 7:45
10. „Disgustipated” – 15:47

## Twórcy
- Danny Carey – perkusja
- Paul D’Amour – gitara basowa
- Maynard James Keenan – wokal
- Adam Jones – gitara
- Henry Rollins – gościnnie wokal w „Bottom"
- Ron St. Germain – miksowanie
- Statik – programowanie w „Disgustipated"
- Sylvia Massy – produkcja albumu i miksowanie „Disgustipated"